# Waldbach (Ruwer, Zerf)
Der Waldbach oder Weiherbach ist ein linker Zufluss der Ruwer in Rheinland-Pfalz, Deutschland. Er entspringt an der B 407 (Hunsrückhöhenstraße) bei der Gemeinde Zerf auf 560 Meter über NN, nimmt den von links zufließenden Bach am Willemskopf auf und mündet in Zerf-Frommersbach auf 350 Meter über NN. Die Länge beträgt 4,222 Kilometer, das Wassereinzugsgebiet hat eine Größe von 5,513 Quadratkilometern.